# HMS Exmoor (L61)
HMS Exmoor (L61) là một tàu khu trục hộ tống lớp Hunt của Hải quân Hoàng gia Anh Quốc. Nó nằm trong nhóm đầu tiên trong lớp tàu này, và bị phát hiện là không ổn định, nên phải được cải biến đáng kể trước khi đưa ra phục vụ trong Chiến tranh Thế giới thứ hai. Nó bị tàu phóng lôi E-boat Đức đánh chìm năm 1941. Nó là chiếc tàu chiến đầu tiên của Hải quân Hoàng gia mang cái tên này.

## Thiết kế và chế tạo
Exmoor được đặt hàng trong Chương trình Chế tạo Hải quân 1939 cho hãng Parsons vào năm 1939, như một trong mười chiếc tàu khu trục lớp Hunt lô đầu tiên. Lườn tàu được phân cho hãng tàu phụ Vickers-Armstrongs tại Tyneside chế tạo, và được đặt lườn vào ngày 8 tháng 6 năm 1939. Con tàu được hạ thủy vào ngày 25 tháng 1 năm 1940 và nhập biên chế cùng Hải quân Hoàng gia vào ngày 18 tháng 10 năm 1940.

## Lịch sử hoạt động
Sau khi hoàn tất, Exmoor được phân về Chi hạm đội Khu trục 16 đặt căn cứ tại Scapa Flow. Nó gia nhập Hạm đội Nhà tại Scapa Flow vào tháng 11, và đến ngày 6 tháng 11 đã được phân công cùng chiếc Pytchley để hộ tống cho chiếc tàu buôn SS Adda đi đến quần đảo Faeroe. Nó quay trở về vào ngày 11 tháng 11, tiếp tục hoạt động huấn luyện, và đến tháng 12 đã hộ tống cho các tàu buôn tuần dương vũ trang Chitral và Salopian khởi hành đi tuần tra. Nó sau đó đi đến Plymouth.
Vào tháng 1 năm 1941, Exmoor nằm trong thành phần hộ tống cho Queen Elizabeth (1913) khi chiếc thiết giáp hạm di chuyển từ Portsmouth đến Rosyth. Nó sau đó đi đến Harwich để bắt đầu nhiệm vụ hộ tống vận tải ven biển suốt khu vực Bắc Hải cùng Chi hạm đội Khu trục 16. Nó làm nhiệm vụ này từ tháng 2, vào ngày 23 tháng 2 đã được bố trí cùng chiếc Shearwater (L39) để hộ tống một đoàn tàu vận tải đi từ cửa sông Thames đến Methil. Đoàn tàu bị xuồng phóng lôi E-boat Đức tấn công khi chúng đi ngang ngoài khơi Lowestoft vào ngày 25 tháng 2. Exmoor chịu đựng một vụ nổ phía đuôi tàu, làm hư hại nặng cấu trúc con tàu và làm vỡ ống dẫn nhiên liệu chính; một đám cháy bộc phát và lan ra nhanh chóng, khiến con tàu lật úp và đắm chỉ trong vòng mười phút. Những người sống sót được Shearwater và chiếc tàu đánh cá Commander Evans cứu vớt, và được đưa đến Yarmouth. Exmoor có thể đã trúng một quả ngư lôi do tàu E-boat S30 chỉ huy bởi Klaus Feldt phóng ra, hoặc va phải một quả thủy lôi.